# Ercole Pasquini
Ercole Pasquini (né v. 1560 à Ferrare, dans l'actuelle région d'Émilie-Romagne, alors dans le duché de Ferrare et mort entre 1608 et 1619 à Rome, dans les États pontificaux) est un compositeur et organiste italien. Il doit être considéré comme l'un des plus importants prédécesseurs de Girolamo Frescobaldi.

## Biographie
Pasquini est né à Ferrare et étudie avec Alessandro Milleville (it) (1521?–1589). Il est décrit par Agostino Superbi (1620), comme l'un des plus intelligents et excellents musiciens et organistes. « Il avait une main très agile ; et parfois il jouait si magnifiquement qu'il ravissait le peuple et les subjuguait vraiment. » Dans les années 1580, Pasquini reprend, à la suite de Milleville, l'enseignement musical (clavecin, orgue et composition) des filles de Giovan Battista Aleotti, architecte de la cour de Ferrare.
Le 1er mai 1592, Pasquini est peut-être l'« organiste Ercole », qui est nommé organiste ridotto de Mario Bevilacqua de Vérone à l'église des bénédictins, Santa Maria in Organo. Alors qu'il occupe ce poste, il compose et publie une favola boscareccia intitulée I fidi amanti (Vérone 1593) en prévision du mariage de Carlo Gesualdo et Éléonore d'Este, qui a lieu l'année suivante (1594). À la mort de Bevilacqua, Pasquini retourne apparemment à Ferrare, où il succède à Luzzasco Luzzaschi en tant qu'organiste de l'Accademia della Morte, lui-même remplacé à cette position par Girolamo Frescobaldi (1608).
Le 6 octobre 1597, Pasquini est nommé organiste de la Capella Giulia à la Basilique Saint-Pierre de Rome. Pendant l'été et l'automne 1604, il assume la même position à l'église Santo Spirito de Sassia, cumulant avec son poste à Saint-Pierre. Au début de 1603, il apparaît quelques irrégularités dans sa signature de son salaire de la Capella Giulia. Nicolo Pasquini, peut-être son fils, signe à partir de septembre 1603 au cours des deux années suivantes ; à l'été 1605, ses salaires sont signés par le maestro di capella, Francesco Soriano, et en novembre et décembre, le préposé de l'hôpital où Pasquini était traité, signe. Le 19 mai 1608, Pasquini est démis de ses fonctions pour « justes causes ». Dans un cahier de compte d'Agostino Faustini daté de 1646, on apprend que Pasquini est mort fou à Rome.
Pasquini doit être compté parmi les prédécesseurs importants de Frescobaldi.

## Œuvres
Une trentaine de pièces pour le clavier ont été conservées dans des copies manuscrites. Aucun autographe n'a survécu et aucune pièce n'a été publiée de son vivant. Parmi les éléments qui sont parvenus jusqu'à nous il y a : 6 toccatas, 2 durezze, 9 ou 10 canzonas, 5 séries de variations, 3 danses et un intabulation d'un madrigal de Cipriano de Rore, Ancor che co'l partire. Ces œuvres montrent que Pasquini est un compositeur très original, et à bien des égards, préfigurant les œuvres pour clavier de son jeune compatriote, Girolamo Frescobaldi. Son durezze figure parmi les premiers connus, avec ceux de Giovanni de Macque.
De son œuvre vocale, seulement cinq ont été publiées de son vivant, ou peu après sa mort. Le madrigal Mentre che la bell'Isse de 1591, apparaît comme un motet contrafactum, Sanctus Sebastianus, dans une collection de Passau. Deux motets, y compris l'impressionnant Quem viditis pastores ? à dix voix (deux chœurs à cinq voix), ont été rassemblés dans une publication, par son élève Raffaella Aleotti en 1593. Un madrigal spirituel M'empio gli occhi di pianto, sur un texte d'Angelo Grillo, paru en 1604, et sa dernière œuvre, publiées après sa mort, est Jesu decus angelicum pour quatre voix et orgue.
Exemple : résolution d'accords d'une manière peu commune ou habituelle en son temps (Toccata en mi mineur, Codex Chigo Q IV 27, fo 90. Bibliothèque vaticane, Rome).